# Хофман (Оклахома)
Хофман (енгл. Hoffman) град је у америчкој савезној држави Оклахома.

## Демографија
По попису из 2010. године број становника је 127, што је 21 (-14,2%) становника мање него 2000. године.
| Група             | 2000.       | 2010.      |
| Белци             | 101 (68,2%) | 94 (74,0%) |
| Афроамериканци    | 27 (18,2%)  | 9 (7,1%)   |
| Азијати           | 0 (0,0%)    | 0 (0,0%)   |
| Хиспаноамериканци | 2 (1,4%)    | 0 (0,0%)   |
| Укупно            | 148         | 127        |